# Българско неделно училище „Слънчо“
Българско неделно училище „Слънчо“ е училище на българската общност в Република Южна Африка, с филиали в Мидранд и Кейптаун. Създадено е през 2009 г. към Сдружението на българите в Южна Африка. Управлението му е независимо, чрез Училищен съвет, който се състои от Родителски комитет и  училищен ръководител. Всички решения, свързани с дейността на училището, се вземат от Училищния съвет. През учебната 2023/2024 г. в него се обучават общо 35 деца. Към 2024 г. директор на училището е Антон Николов.

## История
Училището е основано на 18 януари 2009 г., на откриването му присъства българския посланик Володя Нейков. Предвидено е в него да се изучава български език и литература, история и география на България от 1 до 4 клас. Редовните учебни занятия започват от 25 януари 2009 г. Директор на училището е Бисерка Чавдарова.
От началото на 2012 г. училището е асоциирано със сдружението на българите в Южна Африка. По същото време училището се премества в нова сграда с 4 класни стаи в района Eastgate, Sandton, 2030. Директор на училището става Павлина Субашова.
В началото на 2014 г. училището открива паралелка в района Constantia Park, Претория. Директор на училището става Донка Станкова.
През 2015 г. Сдружението българите в Южна Африка закупува сграда и двор в Мидранд (на адрес: 30 Kruger Rd, President Park, 1685 Midrand), където започват да се организират занятията на Българското неделно училище „Слънчо“, там са разположени Българският културен център в Мидранд и Българският православен храм „Св. Иван Рилски Чудотворец“.